# Taddeo d'Este

Stemma della famiglia d'Este.

Taddeo d'Este (Este, 1390 circa – Mozzanica, 21 giugno 1448) è stato un condottiero italiano, diede prova del suo valore difendendo i Veneziani da Niccolò Piccinino nel 1439.

## Biografia
Successore di Azzo X d'Este, fu un valoroso condottiero. Riguardo alle sue origini sappiamo che fu il secondo figlio di Azzo d'Este, marchese d'Este; di sua madre Amabilia poco sappiamo, se non che appartenne al casato dei principi di Collalto.
Sin da giovane abbracciò la carriera di mercenario e nel 1414 combatté a Zara per la repubblica veneziana contro le armate di Sigismondo di Lussemburgo. Tornato in patria nel 1416 venne promosso capitano ricevendo l'ordine di spianare le mura di Rovereto, e di saccheggiarne il territorio circostante. Dopo aver partecipato alla conquista del territorio friulano, nel settembre del 1420 fece ritorno a Venezia dove sposò la figlia di Filippo Arcelli, governatore generale dell'esercito veneziano.
Nel 1438 difese strenuamente Brescia dagli assalti di Niccolò Piccinino e la città, scampato il pericolo, gli tributò solenni onori.
Tra l'inizio di ottobre e il 16 novembre 1447 difese Piacenza per conto dei veneziani contro Francesco Sforza. Il 1º ottobre 1447, le forze sforzesche avviarono l'assedio di Piacenza, accerchiando la città su tutti i fronti. Nonostante iniziali incursioni poco efficaci, il 16 novembre le bombarde sforzesche riuscirono ad abbattere le torri delle mura cittadine, causando il crollo di parte delle fortificazioni e riempiendo il fossato. Questo aprì un varco che permise alle truppe di Francesco Sforza di lanciare un assalto decisivo. Taddeo d'Este, comandante delle forze veneziane, si rifugiò nella cittadella ma fu costretto alla resa. Successivamente, la città subì un saccheggio da parte delle truppe sforzesche, con migliaia di abitanti massacrati.

## Discendenza
Nel settembre 1420 sposò in prime nozze Maddalena Arcelli di Piacenza (morta nel 1440 circa), da cui ebbe due figli:
- Elena, sposo Lodovico Torriani
- Bertoldo (1434-1463), condottiero

Nel 1442 sposò in seconde nozze Margherita, figlia di Marco I Pio, signore di Carpi (morta nel 1470).
Ebbe anche una figlia naturale, Costanza.